# محمد شاه (سلطان بروناي)
محمد شاه (ولد باسم أونج ألك بيتاتار، 1368-1402 ميلادي) هو مؤسس سلطنة بروناي  وأول سلطان عليها.  نسب محمد شاه غير معلوم بشكل واضح، ومبني على عدة مصادر تاريخية وبعض القصص غير الحقيقية.
كان يعرف لدى الصينيين من سكان البر الرئيسي باسم موهامو شا (Mohamo Sha).

## حياته
لايعرف عن محمد شاه أي تفاصيل بشأن حياته المبكرة. سلطنة بروناي بشكلها الحالي هي نتاج تأسيس تم بواسطة محمد شاه وبمعاونة أخوته وهم السلطان أحمد وأونج سيمون. حكم السلطان محمد شاه من عام 1368 حتى وافته المنية عام 1402. كان السلطان محمد في بداياته يحكم باسم الراجا أونج ألك بيتاتار (راجا تعني الملك باللغة السنسكريتية) حتى مطلع 1360، حيث اعتنق الإسلام حينها وتزوج من ابنة ملك جزيرة تيماسيك (سنغافورة القديمة، وتعرف في بروناي في ذلك الوقت باسم جوهر).
توفي السلطان محمد شاه عام 1402، وخلفه من بعده السلطان عبد المجيد حسن.
لم يعرف على وجه اليقين من كانت زوجة محمد شاه، فيقال إما ابنة اسكندر شاه (باراميسورا) أو ابنة سانغ نيلا أوتاما الذين تعود أنساب كليهما لبيت سانغ سابوربا.
هناك أدلة على أنه كان هناك وجود إسلامي في المنطقة الحالية من بروناي قبل السلطنة الحالية - هناك أدلة أيضا على أنه كان هناك حكم إسلامي في المنطقة قبل ذلك.